# Radulina borbonica
Radulina borbonica är en bladmossart som beskrevs av William Russell Buck 1993. Radulina borbonica ingår i släktet Radulina och familjen Sematophyllaceae. Inga underarter finns listade i Catalogue of Life.